# Essômes-sur-Marne
Essômes-sur-Marne est une commune française située dans le département de l'Aisne en région Hauts-de-France.

## Géographie

### Situation
La commune est située sur la rive droite de la Marne à 2 km au sud-ouest (en aval) de Château-Thierry.
| Lucy-le-Bocage   | Bouresches                              | Château-Thierry |
| Coupru           | Essômes-sur-Marne                       |                 |
| Charly-sur-Marne | Chézy-sur-Marne, Azy-sur-Marne, Bonneil | Nogentel        |

### Hameaux, lieux-dits et écarts
- Aulnoy ou Aulnois, au sud du bourg, sur la route départementale D 969, en direction de Azy-sur-Marne.
- Crogis, à l'ouest du bourg, et à mi-chemin entre celui-ci et Bonneil (au sud-ouest du bourg).
- Monneaux, à l'est du bourg, sur la route départementale D 1390, en direction de Bouresches.
- Montcourt, à l'est du bourg, à une patte-d'oie menant d'un côté à Monneaux (au nord) et de l'autre à Crogis (à l'ouest).
- Rouvroy, juste au sud d'Aulnois, avant la courbe de la rivière, et à courte distance d'Azy-sur-Marne.
- Vaux, au nord de Monneaux, au croisement entre la route départementale D 1390 et la RN 3.
- Bourbetin, à l'ouest de Vaux par la RN 3 (à 2 km). Possède un carrefour qui mène aux fermes de Taffournay la Nouette, à Crogis et le Thiolet.
- Le Thiolet, à l'ouest de Bourbetin en continuant sur la RN 3.
- Le Triangle, la Tuilerie (à proximité du Thiolet).
- Les Fermes : Taffournay, la Nouette, la Cense, le Vivray, les Clérambaults. Les Fermes se situent sur le plateau au nord-ouest du Bourg.

### Hydrographie
La commune est située dans le bassin Seine-Normandie. Elle est drainée par la Marne, le ru des Rochers, le cours d'eau 01 de Montcourt, le cours d'eau 02 du Chêne, le fossé 01 de la commune de Bouresches, le fossé 03 du Chêne, le ru de Bourbetin Ravin du Fond de la Cense et divers autres petits cours d'eau,.
La Marne  prend sa source sur le plateau de Langres, dans la commune de Saints-Geosmes (Haute-Marne) et se jette dans la Seine entre Charenton-le-Pont et Alfortville (Val-de-Marne) dans le quartier de Conflans-l'Archevêque.

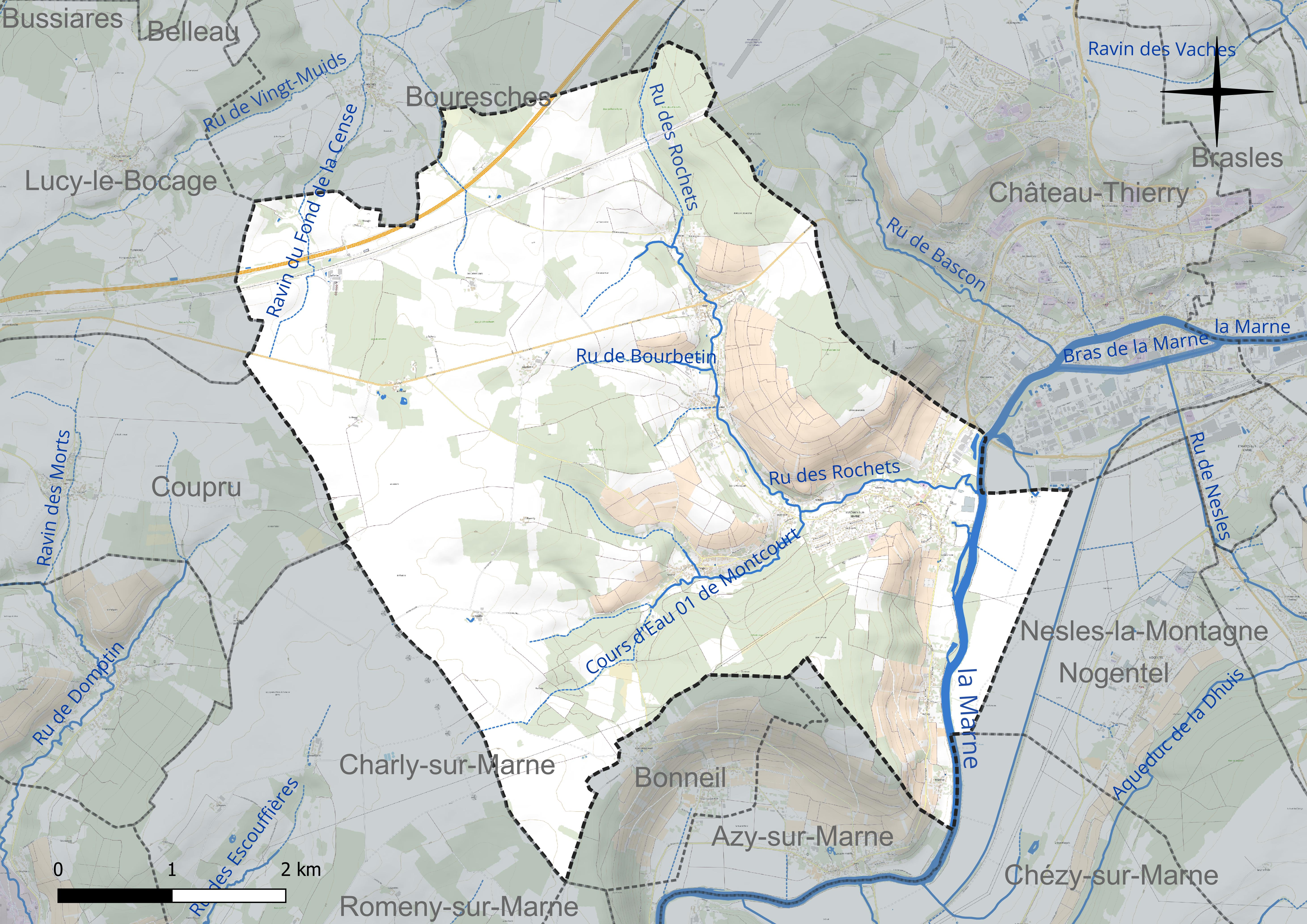
Réseau hydrographique d'Essômes-sur-Marne.

### Climat
Pour des articles plus généraux, voir Climat des Hauts-de-France et Climat de l'Aisne.
En 2010, le climat de la commune est de type climat océanique dégradé des plaines du Centre et du Nord, selon une étude du CNRS s'appuyant sur une série de données couvrant la période 1971-2000. En 2020, Météo-France publie une typologie des climats de la France métropolitaine dans laquelle la commune est exposée à un climat océanique altéré et est dans la région climatique Nord-est du bassin Parisien, caractérisée par un ensoleillement médiocre, une pluviométrie moyenne régulièrement répartie au cours de l'année et un hiver froid (3 °C).
Pour la période 1971-2000, la température annuelle moyenne est de 10,7 °C, avec une amplitude thermique annuelle de 15,1 °C. Le cumul annuel moyen de précipitations est de 711 mm, avec 11,8 jours de précipitations en janvier et 8,5 jours en juillet. Pour la période 1991-2020, la température moyenne annuelle observée sur la station météorologique la plus proche, située sur la commune de Blesmes à 6 km à vol d'oiseau, est de 10,6 °C et le cumul annuel moyen de précipitations est de 713,0 mm,. Pour l'avenir, les paramètres climatiques de la commune estimés pour 2050 selon différents scénarios d'émission de gaz à effet de serre sont consultables sur un site dédié publié par Météo-France en novembre 2022.

## Urbanisme

### Typologie
Au 1er janvier 2024, Essômes-sur-Marne est catégorisée ceinture urbaine, selon la nouvelle grille communale de densité à 7 niveaux définie par l'Insee en 2022.
Elle appartient à l'unité urbaine de Château-Thierry, une agglomération intra-départementale dont elle est une commune de la banlieue,. Par ailleurs la commune fait partie de l'aire d'attraction de Château-Thierry, dont elle est une commune de la couronne,. Cette aire, qui regroupe 52 communes, est catégorisée dans les aires de moins de 50 000 habitants,.

### Occupation des sols
L'occupation des sols de la commune, telle qu'elle ressort de la base de données européenne d'occupation biophysique des sols Corine Land Cover (CLC), est marquée par l'importance des territoires agricoles (63,4 % en 2018), une proportion sensiblement équivalente à celle de 1990 (64,1 %). La répartition détaillée en 2018 est la suivante : 
terres arables (48,2 %), forêts (30,7 %), cultures permanentes (10,7 %), zones urbanisées (5,4 %), prairies (2,6 %), zones agricoles hétérogènes (1,9 %), zones industrielles ou commerciales et réseaux de communication (0,5 %).
L'évolution de l'occupation des sols de la commune et de ses infrastructures peut être observée sur les différentes représentations cartographiques du territoire : la carte de Cassini (XVIIIe siècle), la carte d'état-major (1820-1866) et les cartes ou photos aériennes de l'IGN pour la période actuelle (1950 à aujourd'hui).

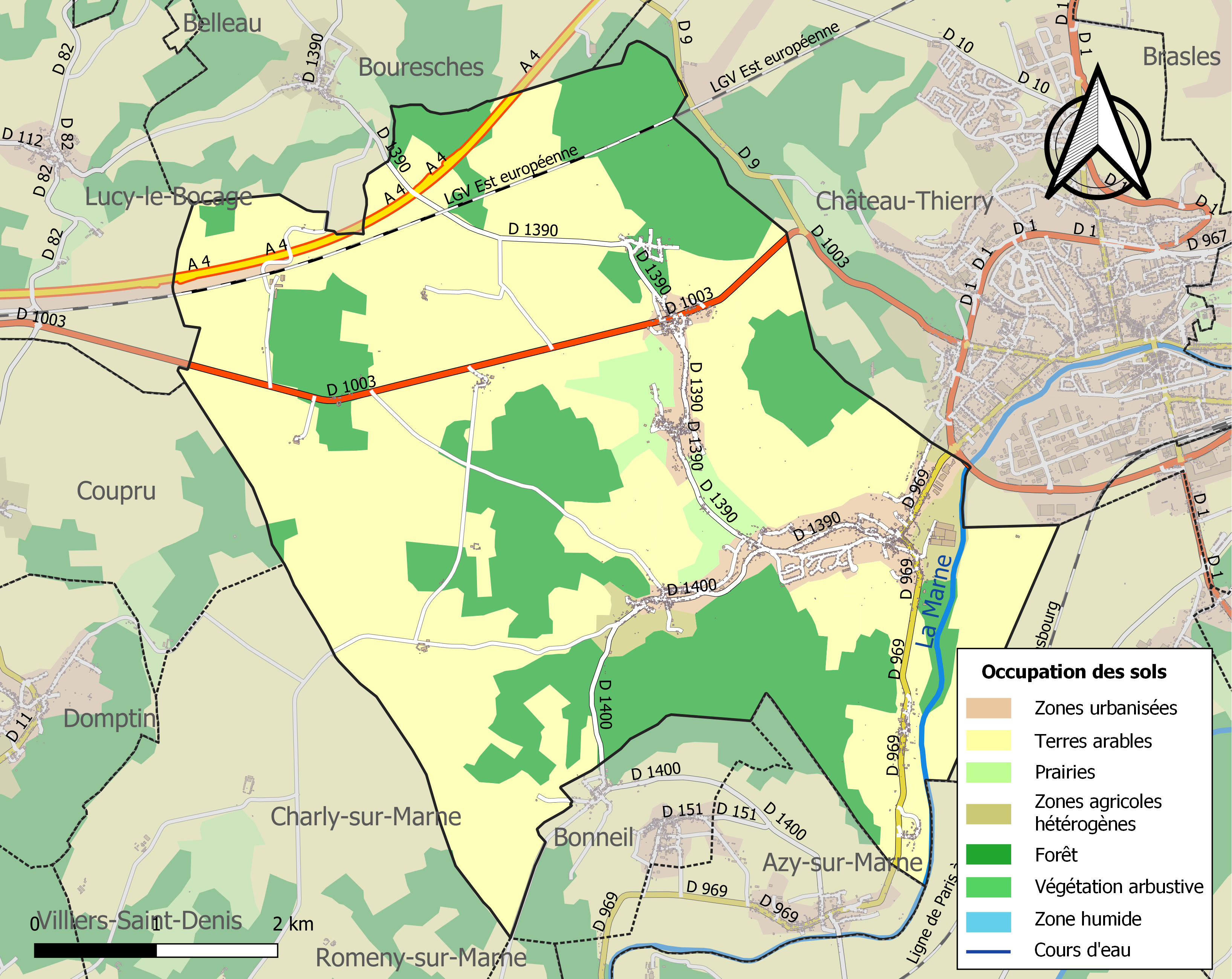
Carte de l'occupation des sols de la commune en 2018 (CLC).

## Toponymie
Le nom de la localité est attesté sous les formes Solma (IXe siècle) ; Sosmensis prepositura (1166) ; Soma (1169) ; Ecclesia Sancti Ferreoli de Sosma (1181) ; Yssolmus (1188) ; Essome (1249) ; Essoume (XIIIe siècle) ; Essomes (1318) ; Essomez (1396) ; abbaye Sainct-Ferreule d'Essonnes (1531) ; abbaye Sainct-Ferreole d'Essomes (1543) ; Essosmes (1664).
La Marne est une rivière française située à l'est du bassin parisien. C'est le principal affluent de la Seine.

## Histoire
Durant la bataille de l'Aisne, en 1918, le hameau de Vaux fut le poste de commandement de la 19e division d'infanterie sous les ordres du  général Pierre Trouchaud, et la commune d'Essômes-sur-Marne fut bombardée par les allemands[réf. nécessaire].

## Politique et administration

### Découpage territorial
La commune d'Essômes-sur-Marne est membre de la communauté d'agglomération de la Région de Château-Thierry, un établissement public de coopération intercommunale (EPCI) à fiscalité propre créé le 1er janvier 2017 dont le siège est à Étampes-sur-Marne. Ce dernier est par ailleurs membre d'autres groupements intercommunaux.
Sur le plan administratif, elle est rattachée à l'arrondissement de Château-Thierry, au département de l'Aisne et à la région Hauts-de-France. Sur le plan électoral, elle dépend du  canton d'Essômes-sur-Marne pour l'élection des conseillers départementaux, depuis le redécoupage cantonal de 2014 entré en vigueur en 2015, et de la cinquième circonscription de l'Aisne  pour les élections législatives, depuis le dernier découpage électoral de 2010.

### Administration municipale

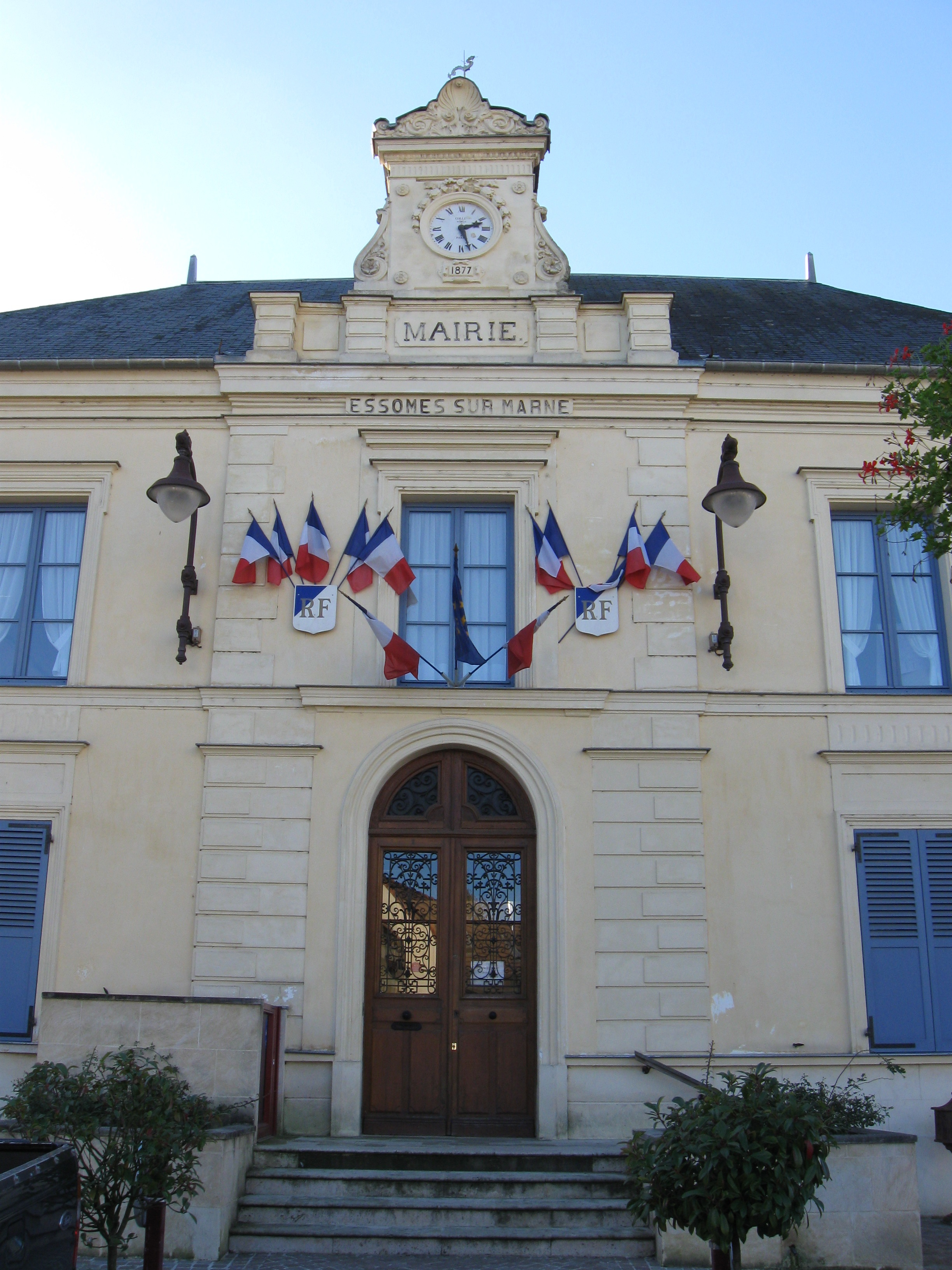
La mairie.

#### Liste des maires
| Période                                  | Période                       | Identité           | Étiquette | Qualité                                                    |
| ---------------------------------------- | ----------------------------- | ------------------ | --------- | ---------------------------------------------------------- |
| avant 1875                               | après 1876                    | Baron              |           |                                                            |
| Les données manquantes sont à compléter. |                               |                    |           |                                                            |
| avant 1981                               | 1983                          | Lucien Delage      | DVG       |                                                            |
| mars 1983                                | mars 2008                     | Gérard Jésu        | PCF       |                                                            |
| mars 2008                                | mai 2020                      | Jean-Paul Clerbois | DVG       | Retraité de l'enseignement Réélu pour le mandat 2014-2020, |
| mai 2020                                 | En cours (au 12 juillet 2020) | Jean-Paul Bergault |           |                                                            |
| Les données manquantes sont à compléter. |                               |                    |           |                                                            |

## Population et société

### Démographie
L'évolution du nombre d'habitants est connue à travers les recensements de la population effectués dans la commune depuis 1793. Pour les communes de moins de 10 000 habitants, une enquête de recensement portant sur toute la population est réalisée tous les cinq ans, les populations de référence des années intermédiaires étant quant à elles estimées par interpolation ou extrapolation. Pour la commune, le premier recensement exhaustif entrant dans le cadre du nouveau dispositif a été réalisé en 2004.

En 2022, la commune comptait 2 698 habitants, en évolution de −3,4 % par rapport à 2016 (Aisne : −1,97 %, France hors Mayotte : +2,11 %).
| 1793  | 1800  | 1806  | 1821  | 1831  | 1836  | 1841  | 1846  | 1851  |
| ----- | ----- | ----- | ----- | ----- | ----- | ----- | ----- | ----- |
| 1 918 | 1 989 | 1 998 | 1 940 | 2 049 | 1 940 | 1 983 | 2 029 | 1 903 |

| 1856  | 1861  | 1866  | 1872  | 1876  | 1881  | 1886  | 1891  | 1896  |
| ----- | ----- | ----- | ----- | ----- | ----- | ----- | ----- | ----- |
| 1 803 | 1 781 | 1 810 | 1 714 | 1 710 | 1 657 | 1 650 | 1 629 | 1 507 |

| 1901  | 1906  | 1911  | 1921  | 1926  | 1931  | 1936  | 1946  | 1954  |
| ----- | ----- | ----- | ----- | ----- | ----- | ----- | ----- | ----- |
| 1 530 | 1 541 | 1 554 | 1 466 | 1 580 | 1 512 | 1 459 | 1 482 | 1 497 |

| 1962  | 1968  | 1975  | 1982  | 1990  | 1999  | 2004  | 2006  | 2009  |
| ----- | ----- | ----- | ----- | ----- | ----- | ----- | ----- | ----- |
| 1 690 | 2 055 | 2 038 | 2 321 | 2 479 | 2 486 | 2 480 | 2 444 | 2 695 |

| 2014  | 2019  | 2022  | - | - | - | - | - | - |
| ----- | ----- | ----- | - | - | - | - | - | - |
| 2 781 | 2 745 | 2 698 | - | - | - | - | - | - |

## Culture locale et patrimoine

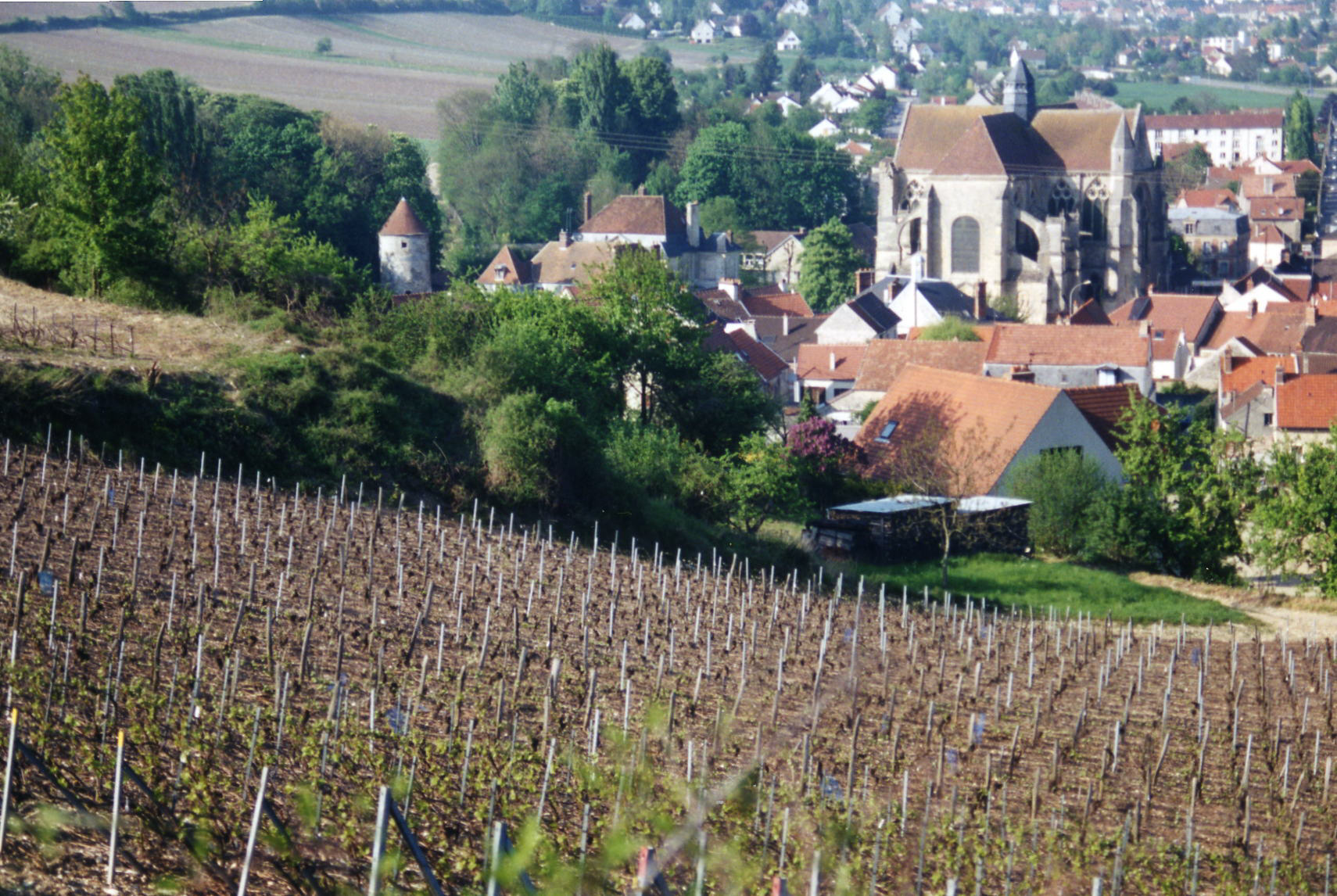
Coteau sur Marne.

### Monuments et lieux touristiques
- Les Coteaux boisés qui dominent la Vallée de la Marne.
- Le Passage du sentier de grande randonnée GR 11A.
- Une fontaine ornée d'une fable de Jean de la Fontaine.

Sont classés ou inscrits aux titre des Monuments historiques :
- l'abbatiale Saint-Ferréol de l'ancienne abbaye d'Essômes fondée en 1090 par Hugues de Pierrefonds pour les chanoines de l'ordre de Saint Augustin dont il ne subsiste, aujourd'hui, que son abbatiale (XIIIe siècle) ;
- le temple protestant de Monneaux, gravement endommagé, en 1918, au cours de la Première Guerre mondiale, restauré en 1919 ;
- les vestiges (site archéologique) situés entre l'église et la route de Château-Thierry ;
- le château de la Marjolaine à Essômes-sur-Marne 02400.
- Essômes-sur-Marne possède toujours, malgré une vive polémique, une rue au nom du dirigeant soviétique Joseph Staline[34],[35], allant de la rue Churchill à la rue Roosevelt, elles-mêmes rejoignant l'avenue du Général-de-Gaulle.

### Personnalités liées à la commune
- Charles Henry Nérat (1760-?), homme politique, député de l'Aisne en 1815 pendant les Cent-Jours.
- Henri Pille (1844-1897), peintre, est né le 4 janvier 1844 à Essômes.
- Sophia Zaïkowska (1880-1939), anarchiste-individualiste, fondatrice en 1902 avec Georges Butaud du « milieu libre de Vaux ».
- Jean-Jacques Gautier (1908-1986), homme de lettres, critique dramatique au Figaro.

### Héraldique
| Blason de Essômes-sur-Marne | Blason  | D'azur au chevron d'or accompagné de deux étoiles à six rais du même en chef et d'une rose de gueules* en pointe.                               |
| Blason de Essômes-sur-Marne | Détails | * Il y a là non-respect de la règle de contrariété des couleurs : ces armes sont fautives (gueules sur azur). Blason adopté par la municipalité |

## Pour approfondir